# Земли Чешской короны

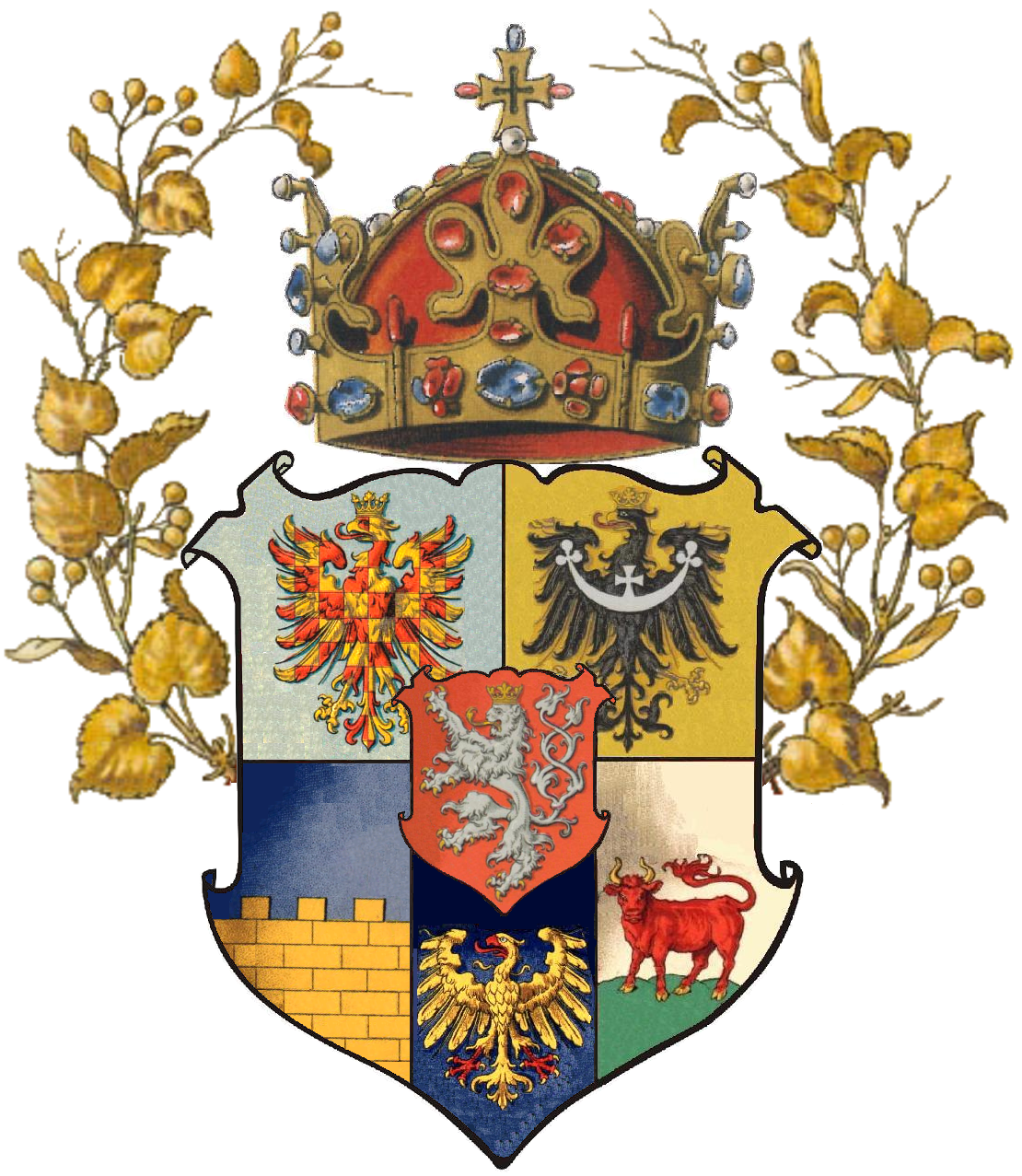
Гербы земель чешской короны: щит с клетчатым орлом — Моравия; чёрный орёл в золотом поле — Нижняя Силезия, золотая стена — Верхняя Лужица; золотой орёл в синем поле — Верхняя Силезия; красный вол — Нижняя Лужица; в центре — Богемия

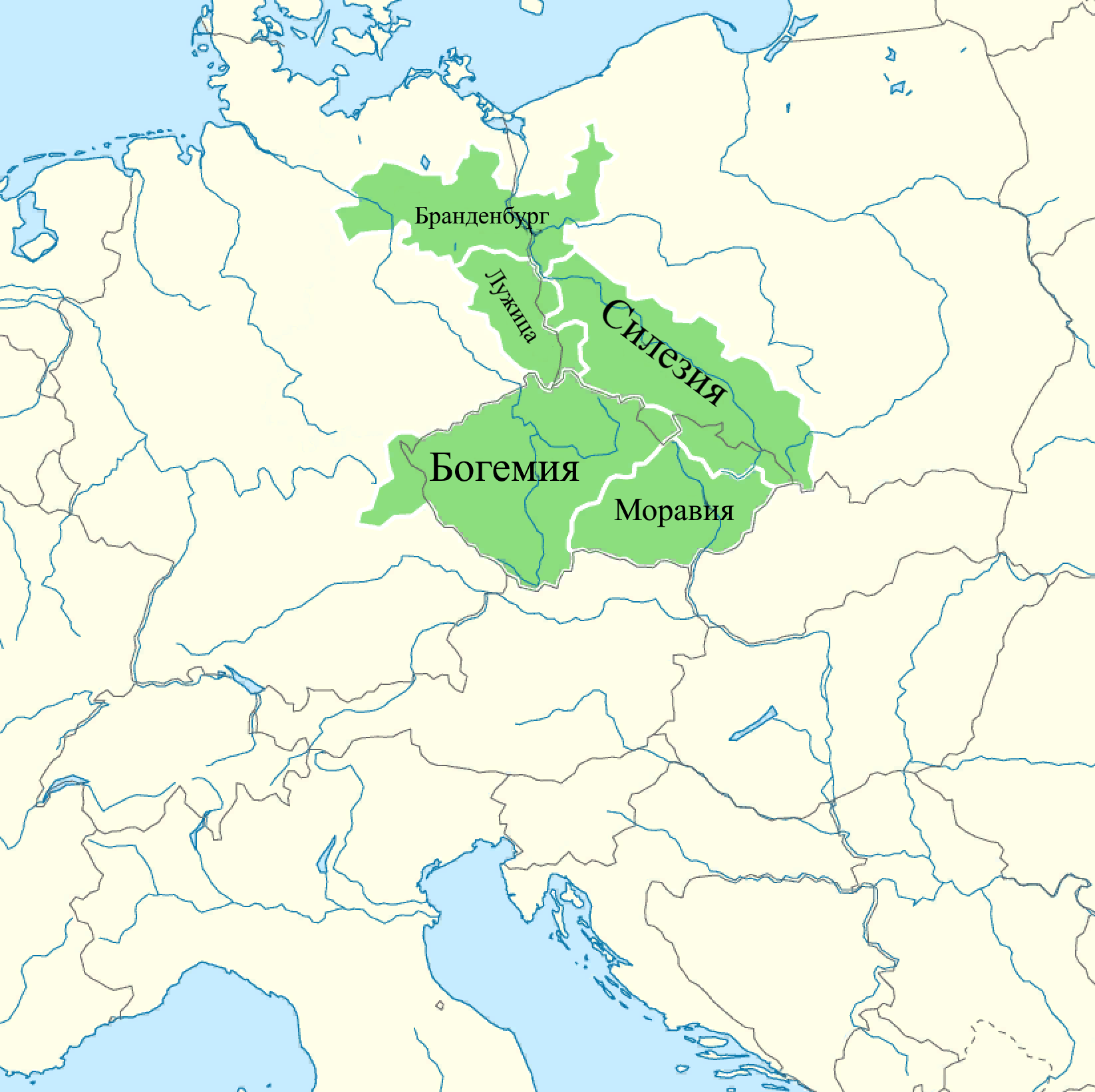
Земли Чешской короны при правлении короля Карла IV

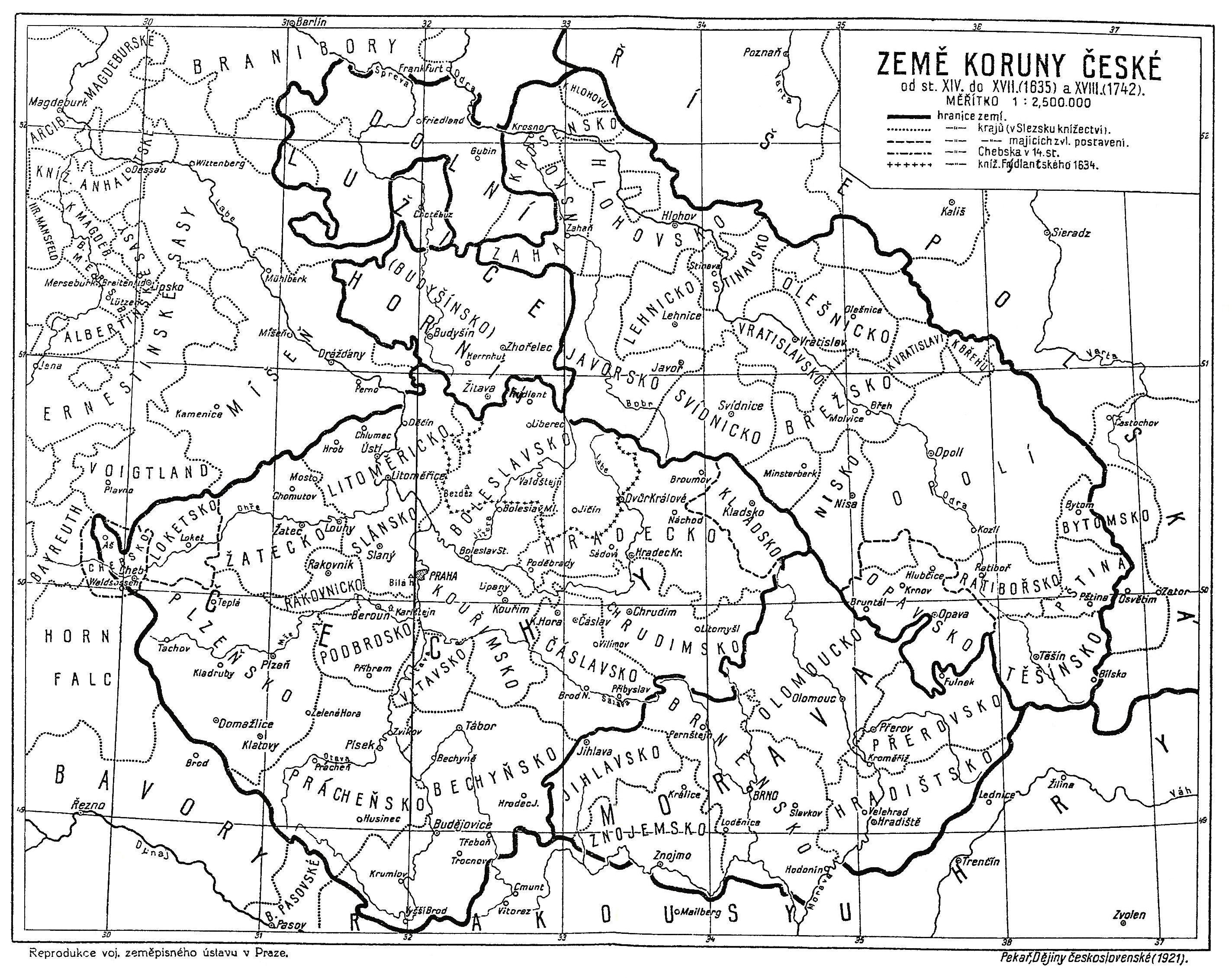
Земли Чешской короны в 1635 году

Земли Чешской короны (чеш. Země Koruny české, нем. Böhmische Kronländer, лат. Corona regni Bohemiae) или Земли короны Святого Вацлава (чеш. Země Koruny svatováclavské) — территории, связанные феодальными отношениями и подчинявшиеся правителям Чехии. Они не являлись персональной унией или конфедерацией, кроме общего правителя у них не было никаких отдельных государственных институтов.
Понятие «Чешской короны» («Богемской короны») было введено чешским королём Карлом I 7 апреля 1348 года, и обозначало земли, доставшиеся ему от отца — Яна Люксембургского: Богемию, Моравию, Силезию, Эгерланд, Верхнюю Лужицу и ряд ленов в немецких землях. В 1370 году Карл добавил к ним Верхний Пфальц и Нижнюю Лужицу. В соответствии с императорским указом, в будущем Земли Чешской короны должны были оставаться единым целым, даже если Люксембургский дом угаснет.
С XVI века Земли Чешской короны перешли к Габсбургам, и стали частью их наследственных земель.

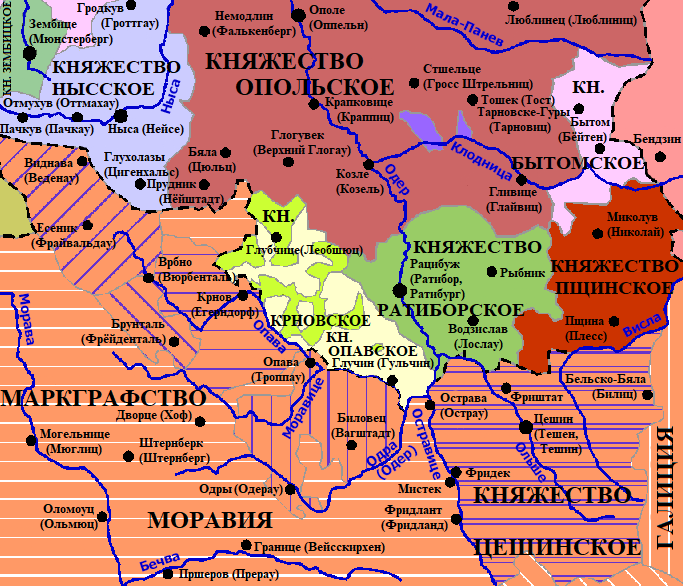
Верхняя Силезия

В 1742 году императрица Мария-Терезия по итогам Первой Силезской войны была вынуждена передать Силезию Пруссии.
В 1918 году, после распада Австро-Венгрии Польша забрала Тешинскую область; остальные бывшие земли Чешской короны, остававшиеся к тому моменту в Австро-Венгрии, вошли в состав новообразованной Чехословакии.